# 三氟化锆
三氟化锆是一种锆的氟化物，化学式 ZrF3。

## 制备
三氟化锆可以由氢化的锆和氟化氢与氢气的混合物在750 °C下反应而成。
{\displaystyle \mathrm {2\ Zr+6\ HF\ \longrightarrow 2\ ZrF_{3}+3\ H_{2}} }
它也可以由(NH4)2ZrF6在650 °C下被氢气还原而成。

## 性质
三氟化锆是蓝灰色固体，在300 °C下分解。它难溶于热水、易溶于热酸、不溶于氢氧化钠溶液和氨水。三氟化锆的晶体结构是三氧化铼结构。